# Ponte del Risorgimento
De Ponte del Risorgimento is een brug over de Tiber in Rome. De brug ligt ten noorden van het centrum en verbindt de wijk Flaminio op de linkeroever met de wijk Della Vittoria op de rechteroever.
De boogbrug werd tussen 1909 en 1911 gebouwd naar een ontwerp van ingenieur Giovanni Antonio Porcheddu, die werkte voor de Turijnse concessionairs van betonbureau Hennebique. De brug heeft inclusief de opritten een lengte van 159 meter en bestaat uit één segmentboog met een overspanning van 100 meter. De Ponte del Risorgimento was de eerste brug in Italië met een constructie van gewapend beton en had ten tijde van de opening de grootste overspanning van alle betonnen boogbruggen ter wereld.
De brug is vernoemd naar de Italiaanse eenwording (in Italië bekend als de Risorgimento). In 1911 werd namelijk de vijftigjarige verjaardag van de eenwording gevierd.
Ponte di Castel Giubileo · Ponte Tor di Quinto · Ponte Flaminio · Ponte Milvio · Ponte Duca d'Aosta · Ponte della Musica · Ponte del Risorgimento · Ponte Giacomo Matteotti · Ponte Pietro Nenni · Ponte Regina Margherita · Ponte Cavour · Ponte Umberto I · Ponte Sant'Angelo · Ponte Vittorio Emanuele II · Ponte Principe Amedeo Savoia Aosta · Ponte Giuseppe Mazzini · Ponte Sisto · Ponte Garibaldi · Ponte Fabricio en Ponte Cestio · Ponte Rotto · Ponte Palatino · Ponte Sublicio · Ponte Testaccio · Ponte San Paolo · Ponte dell'Industria · Ponte Guglielmo Marconi · Ponte della Magliana · Ponte di Mezzocammino · Ponte Tor Boacciana